# Simon Kaye
Simon Kaye (Londres, 22 de julho de 1935) é um sonoplasta estadunidense. Venceu o Oscar de melhor mixagem de som em duas ocasiões: por Platoon e The Last of Mohicans.